# Elmina
Elmina – miasto na wybrzeżu Oceanu Atlantyckiego w Ghanie, położone na zachód od Cape Coast, pierwsza europejska osada w zachodniej Afryce.

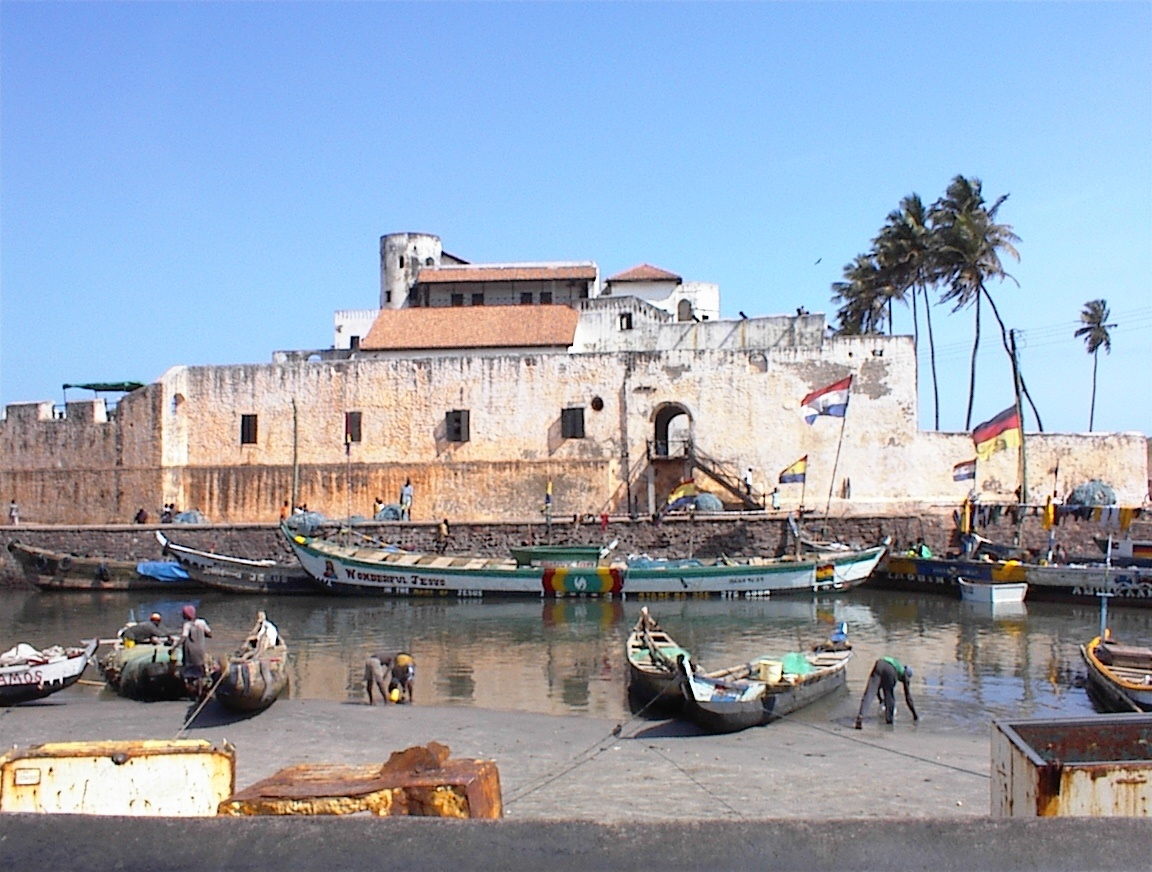
Zamek w Elminie

Miasto powstało wokół zamku Św. Jerzego zbudowanego przez Portugalczyków w roku 1482 i było siedzibą portugalską w Zachodniej Afryce aż do zdobycia jej przez Holenderską Kompanię Zachodnioindyjską w 1637 r. W późniejszych czasach było liczącym się miejscem handlu niewolnikami. W posiadaniu Holendrów pozostało do roku 1872, kiedy sprzedano je Anglikom.
W mieście znajduje się też Fort São Tiago da Mina, zbudowany przez Holendrów ok. 1652 r., a także kilka kapliczek tradycyjnych stowarzyszeń Akanów (Asafo).
Obecnie głównym źródłem utrzymania oprócz turystyki jest rybołówstwo. Populacja wynosi ok. 20 000 mieszkańców.

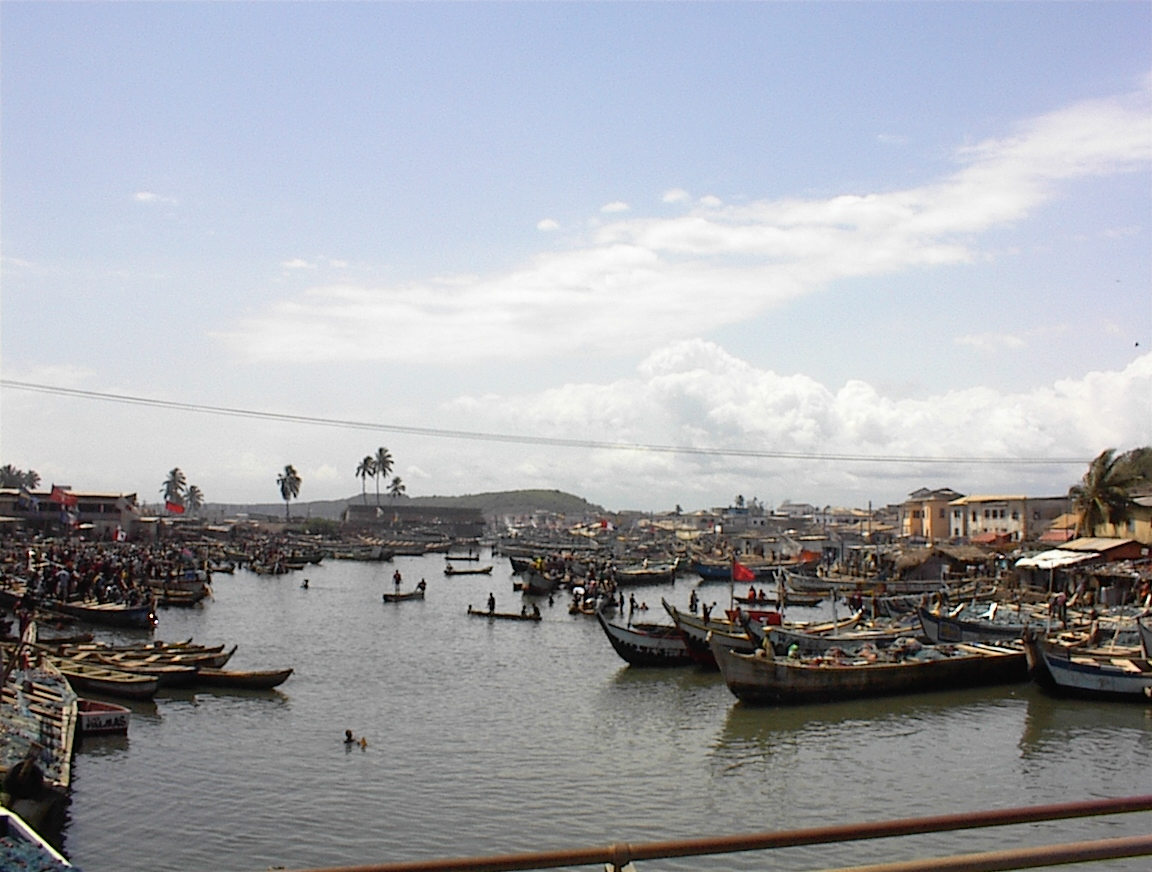
Port rybacki w Elminie

## Miasta partnerskie
- Macon, Stany Zjednoczone
- Gouda, Holandia